# Russenhuis
Het Russenhuis is een monumentaal pand aan het Lange Voorhout in de Nederlandse stad Den Haag, dat van 1871 tot 2017 eigendom was van het Koninklijk Huis.
Het huis werd voorheen Huize Voorhout genoemd. Het werd gebruikt als woning voor het personeel van het ernaast gelegen Paleis Lange Voorhout. Prinses Wilhelmina stelde het in 1956 ter beschikking aan bejaarde alleenstaande stateloze vluchtelingen, met name 'witte' Russen, waarna men sprak van het Russenhuis.

## Geschiedenis
Veel vluchtelingen hadden na de Februarirevolutie van 1917 Rusland verlaten en waren daardoor stateloos geworden. Na de Tweede Wereldoorlog hadden die oudere Russen het nog moeilijker. Een groot aantal ervan kwam in Duitse kampen voor Displaced persons terecht, anderen verbleven bijvoorbeeld in China of Hong Kong. In 1950 werd een beroep gedaan door de Internationale Vluchtelingenorganisatie op landen om de stateloze ontheemden uit Duitsland op te nemen. Nederland besloot er 200 op te nemen: 100 werden ondergebracht bij katholieke, 100 bij protestantse organisaties.
Ze werden in verschillende plaatsen ondergebracht. Zo kwam de grootste groep die door katholieken werd verzorgd in Oosterbeek terecht en de grootste groep die door protestanten werd opgenomen in Schoorl. De doopsgezinde predikant Van de Water en administrateur Blaauw reisden naar Istanboel om de Russen naar Nederland te vergezellen. In 1951 werd er een speciaal pension voor deze Russen gebouwd, dat later het Van de Waterhuis werd genoemd. Het echtpaar Stoffel-Barnehl uit Amsterdam had jarenlang een houthandel in Rusland gehad en werd beheerder van het pand. Op Schoorl was echter niet veel voor deze Russen te doen. Na bemiddeling van prinses Wilhelmina verhuisde de groep uit Schoorl na zeven jaar naar het Lange Voorhout. Ze werd nog uitgebreid met andere stateloze ontheemde Russen, bijvoorbeeld in 1962 met een groep uit China.
De bewoners ontvingen in het tehuis soms dienstplichtige reserveofficieren van de School Militaire Inlichtingen Dienst die er hun Russische spreekvaardigheid kwamen oefenen.
Alle leden van de Schoorl-groep en het echtpaar Stoffel zijn op de Algemene Begraafplaats in Schoorl begraven, hoewel een deel van hen inmiddels in Den Haag woonde. Het gaat daarbij vooral om Russen, maar onder andere ook om een Hongaars gezin uit Transkarpatië, dat na de Tweede Wereldoorlog onderdeel van de Sovjet-Unie was geworden.
De laatste bejaarde stateloze ontheemden woonden tot 1978 in het Russenhuis, waarna alleen de aristocratische  Lt. Kolonel Géza  Hazslinszky - Krull von Hazslini nog woonde tot zijn overlijden in 1981. Deze Hongaarse hippisch instructeur was in 1959 door toedoen van Prins Bernhard naar Nederland gekomen en was rijleraar bij de Koninklijke Stallen en inspecteur van de Nederlandse Hippische Sportbond.
Van 1986 tot 2015 werd het gebouw gebruikt als ambtswoning van de Grootmeester van het Koninklijk Huis. De laatste Grootmeester die er woonde was Marco Hennis. Nadat deze in 2015 ambassadeur werd in Oostenrijk is het huis tijdelijk bewoond door het gezin van Prins Constantijn. Het Russenhuis werd op 31 maart 2017 door Prinses Beatrix verkocht aan de bv Hofima, die handelt namens de bv Hotel Lange Voorhout.